# ビーチクラフト ボナンザ
ビーチクラフト ボナンザ
航空大学校所属のボナンザA36
- 用途：軽飛行機
- 製造者：ビーチクラフト（現ホーカー・ビーチクラフト）
- 運用者：多数の個人ユーザー、事業者、政府機関
- 初飛行：1945年12月22日
- 生産開始：1947年2月

ビーチクラフト ボナンザ (Beechcraft Bonanza) は、ビーチ・エアクラフト社（現ホーカー・ビーチクラフト社）が開発した単発レシプロ軽飛行機シリーズ。

## 概要
堅牢な訓練機、高級な自家用機として高く評価されている。1947年から生産開始されたが、時代に合わせて改良され続け、現在も生産が続く長寿な機体。現在のビーチクラフト社の発展の基礎を築いた、商業的にも技術的にも重要なモデルである。
技術的には、戦後のビーチ社の双発機シリーズの出発点でもあり、ボナンザをベースに双発化したものとしてモデル95 トラベルエア、モデル50 ツイン・ボナンザがあるが、前者は後にバロンシリーズに発展、後者もモデル65 クイーンエアを経てキングエアシリーズへと発展し、それぞれ現在も生産が続く。
軍用機としてはT-34およびその派生型の使用国が多いが、ボナンザも各国の軍隊・公的機関・航空会社などで練習機や連絡機として使用されている。特殊な例として無人電子偵察信号中継機のQU-22が存在する。

## 派生型

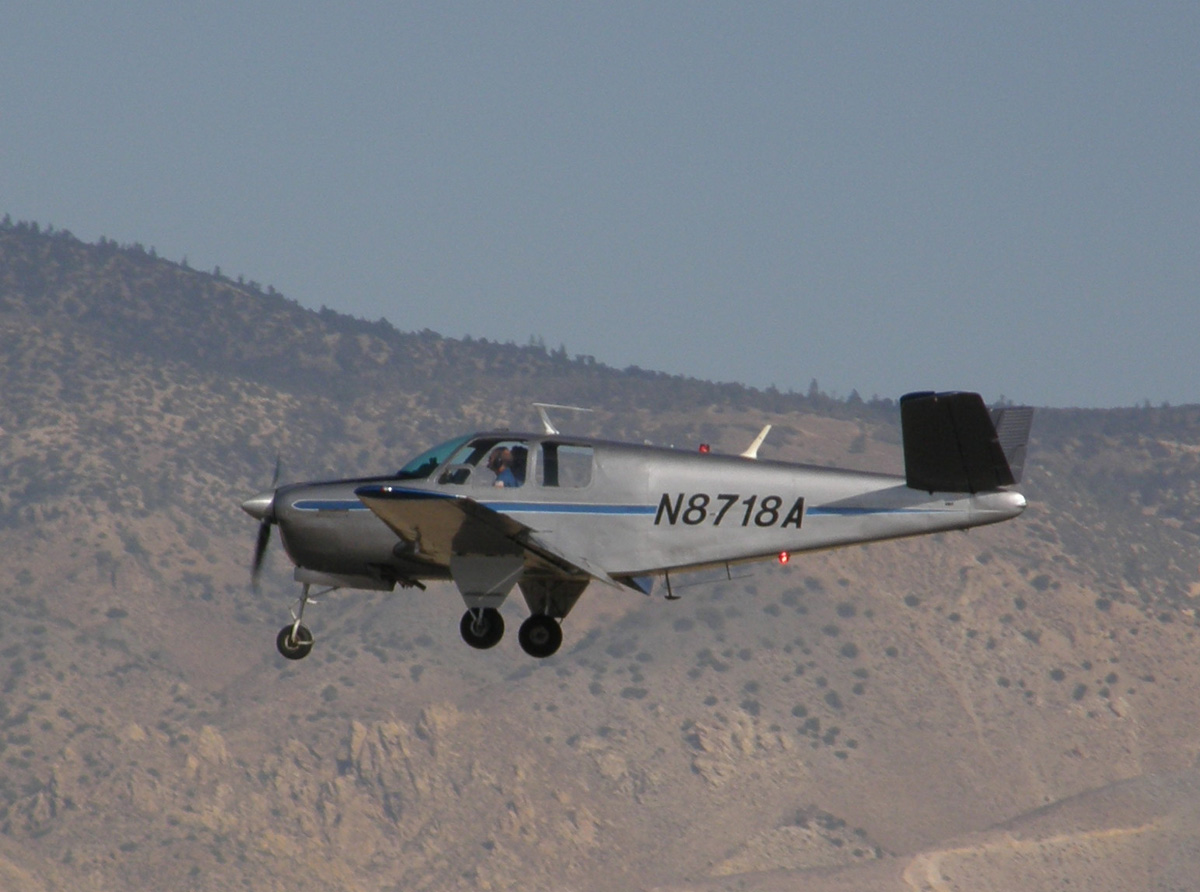
ボナンザB35

### モデル35 ボナンザ
ビーチ社では第二次世界大戦中から、来るべき戦後の民間航空市場向けの小型単発機の開発に着手していた。戦前、ビーチ社ではモデル17が好評で、複葉機ではあったが4人乗り単発機に大きな星形エンジンと引込脚を搭載した「小型ながらも豪華な高速機」であった。
モデル35の開発コンセプトは「大人4人と手荷物が積める、自動車のように手軽で快適な軽飛行機」というもので、構造的には全く一新し、単葉・全金属製・水平対向エンジンを採用、斬新なデザイン（V字尾翼配置、美しい窓周り、モダンな内装）、小型軽量化など、新しい時代に合わせた「小型ながらも豪華な高速機」であった。
インスツルメント・パネルは明るい色彩に曲線を多用し、従来の航空機の計器盤というより自動車のダッシュボードに近いものである。特徴的なスローオーバー式操縦桿も、通常は操縦することの少ない前席右席の同乗者の快適さに貢献（操縦桿を取り除くことで膝まわりのスペースを広く）することを目的としていた。
発売初年度に1500機を生産する程の爆発的な売れ行きを見せたボナンザは、当時のアメリカ製乗用車がそうであったように、毎年改良されニューモデル（イヤーモデル）として発表された。その後1982年まで生産が続き、モデル35だけで10000機以上生産され、その名の通り「最も成功した商業製品のひとつ」となった。
モデル35(1947年)
1486機生産。V尾翼の角度は120度、主翼桁は鋼管構造、前輪は操舵機能を持たない。当初、搭載エンジンはコンチネンタル社製　E-165(165hp)であったが、モデルイヤー半ばでE-185-1(185hp/2300rpm)に出力増加された。プロペラはビーチクラフト自製の木製2翅電動可変ピッチ、ソリッドステート電子制御による定速装置は遠心式ガバナーを備えない。最初期40機はエルロンとフラップが帆布張りである。
モデル35R(1947年)
14機生産。
モデルA35(1949年)
701機生産。主翼桁構造をアルミ板組み立て（ボックス形状）に変更、機体強度向上、ギア、フラップ下げ速度の引き上げ、前輪の操舵が可能になる。耐空U類。
モデルB35(1950年)
480機生産。出力向上、コンチネンタル社製　E185-8(196hp/2450rpm)搭載。最大フラップ下げ角が増加（20度→30度）、操縦桿はパイプ形状から、平面的な形状(Energy-absorbing Control Wheel)に変更。
モデルC35(1951年)
309機生産。出力向上、コンチネンタル社製　E185-11(205hp)搭載。プロペラが木製からアルミ製に材質変更。YAW方向の安定性増加の為、V尾翼角度を変更（120度→114度）するとともに、弦長が20％延長された。主翼根元にフィレット追加。収納式の乗降ステップ。
モデルD35(1953年)
298機生産。
モデルE35(1954年)
301機生産。搭載エンジンが E185-11(205hp)　又は　E225-8(225hp/2450rpm)の二種類からの選択式になった。電動式プライマー。エルロントリム装備。
モデルF35(1955年)
392機生産。クオーターウインドウ（3rd Cabin Window）追加。V尾翼の構造強化。二種類のエンジンから選択式であったが、大抵の顧客はパワフルなE-225-8を好んだ。オプションで翼内追加燃料タンク(10Gal/each)。
モデルG35(1956年)
476機生産。搭載エンジンはE-225-8(225hp)一種類のみ。これは前年殆どのオーナーがパワフルなE225を選択したことに起因する。ウインドシールドを増厚（1/4"）し、静粛性向上。ギア下げ速度が更に引き上げ。
モデルH35(1957年)
464機生産。出力増加、コンチネンタル社製　O-470-G(240hp)搭載。V尾翼の構造強化。
モデルJ35(1958年)
396機生産。燃料噴射装置装備、コンチネンタル社製　IO470-C(250hp)搭載。
モデルK35(1959年)
436機生産。翼端形状の変更。オプションで後部荷物室に第5席が装備可能。
モデルM35(1960年)
400機生産
モデルN35(1961年)
280機生産。コンチネンタル社製　IO-470-N(260hp)搭載。後部クオータウインドウを大型化、乗降用ステップを胴体固定式に変更。
モデルP35(1962年)
467機生産。計器盤デザイン変更、機長席正面の主要計器がフローティングマウントになり、右席前にアビオニクス用スタックを縦列配置し、装備面積を増加した。
モデルS35(1964年)
337機生産 　胴体を延長し、最後部第三列にオプションで5-6席目を追加装備可能になったほか、後部クオータウインドウの形状変更。出力増強、コンチネンタル社製　IO-520-B(285hp)搭載、出力向上に応じてエンジン取付角を変更し、離陸時・上昇時の反トルクによる左偏向を減少させた。
モデルV35(1966年)
555機生産。前面風防の中桟を廃止し、一枚ものへ変更、前方視界の向上。
モデルV35A(1968年)
413機生産　前面風防が空気抵抗を低減する形状に変更　"Speed-Sweep" windshield
モデルV35B(1970年 - 1982年)
1325機生産。1972年天井配置の換気装置を増設。1978年には電装品が24ボルト仕様になり、脚の引上機構の改良、引込に要する時間の短縮（約4秒）。1982年の21機をもって生産終了。
V型尾翼 ターボ過給モデル 
モデルV35TC(1966年)
79機生産
モデルV35A-TC(1968年)
46機生産
モデルV35B-TC(1970年)
7機生産　1970年に7機生産された時点で生産終了。

### モデル33 デボネア / ボナンザ

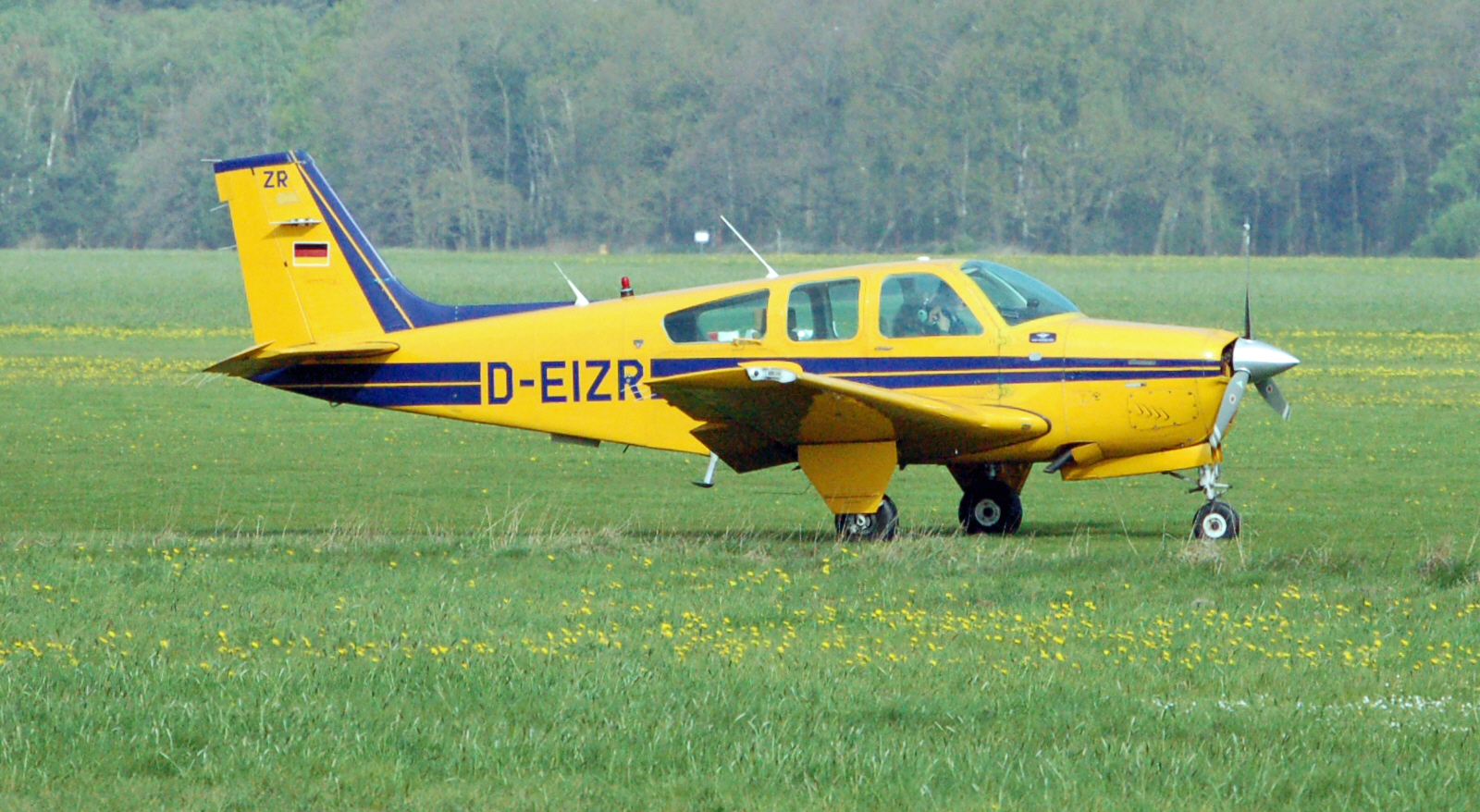
ボナンザF33A

モデル35のV型尾翼配置を、通常の単尾翼形式に改めたモデル。ビーチ社はモデル35とは異なる顧客層（パイパー社製コマンチを好むような）をターゲットに標準的な尾翼のモデル33を開発した。モデル35ベースであるが、より廉価なマーケットを狙ったため当初は内装等の装備も簡素であった。
V字尾翼のモデル35は上級機種という位置付けで、これと区別してデボネア(Debonair)と呼ばれたが、市場の要望により次第に高級化されてゆき、1968年のモデル36の登場を機に、33・35・36の各型でひとつのボナンザシリーズを形成するということで、デボネアからボナンザに改名された。
モデル35-33 デボネア(1960年)
233機生産。IO-470-J(225hp)搭載。
モデル35-A33(1961年)
154機生産。機体全体の塗装を標準装備（従来はオプション）、内装アクセサリ類の充実。オプションでピトーヒータ選択可能に。モデルイヤー後半のモデルはIO-470-K(225hp)に換装された。当時のカタログ価格は$21,750
モデル35-B33(1962年)
426機生産。IO-470-K(225hp)装備。垂直尾翼根元にドーサルフィンを装備、計器盤デザイン変更、機長席正面の主要計器がフローティングマウントになり、右席前にアビオニクス用スタックを縦列配置し装備面積の増加。操縦席バックレストが調節可能になった。当時のカタログ価格は$23,500
モデル35-C33(1965年)
304機生産。IO-470-K(225hp)装備。前面風防の中桟を廃止し、一枚もの(one-piece windshield)へ変更。
モデル35-C33A(1966年)
179機生産。モデル35-C33の高出力型でIO-520-B(285hp)装備。想定ライバル機のパイパー社製コマンチに高出力型(260hp)が存在したため、それを念頭に置いて高出力型が開発された。以後、モデルF33まで二種類のエンジンから選択可能になった。当時のカタログ価格は$31,000
モデルE33(1968年)
116機生産。IO-470-K(225hp)装備。前面風防がより空気抵抗の少ない形状("Speed Sweep" windshield)に形状変更、この年から愛称がボナンザに変更となる。　
モデルE33A(1968年)
85機生産。モデルE33の高出力型でIO-520-B(285hp)装備。
モデルF33(1970年)
233機生産 IO-470-K(225hp)装備。後部クオーターウインドウ(third cabin window)の形状変更。1970年のみ生産された。当時のカタログ価格は$34,150
亜種として、イランが生産したデッドコピー品であるパラツ（「鳩」の意）が存在する。
モデルF33A(1970年)
1502機生産。モデルF33の高出力型でIO-520-B(285hp)装備。1970年後半から胴体が19インチ延長され、6席配置が可能になるとともに、大型カーゴドアを装備する。当時のカタログ価格は短胴モデル$38,150、ロングモデル$41,600。1971年からはそれまで上位機種であったモデルV35Bと装備がまったく同一となる。1984年にモデル36は大々的な計器盤の改良（後述）を受けるが、モデル33は変更されることなく1994年の最後までスローオーバー式操縦桿で生産された。
モデルG33(1972年)
50機生産　IO-470-N(225hp)装備。IO-470のモデル33は1970年で一旦生産をやめたが、1972年になってG33として復活した。1973年まで生産された最後のIO-470モデル。装備などの内容は1972年モデルのF33Aに準ずる。

### モデル36 ボナンザ
1960年代後半になると、セスナ社製206/207シリーズ、パイパー社製チェロキーシックスシリーズなど、単発機でもキャビン容量が大きく荷物も沢山積載できるモデルが登場し、新たなマーケットを形成し始めた。そこでビーチ社はモデル33の胴体を延長し、このような多用途貨物機のマーケット向けにリリースした。現在もモデルG36の生産が続いている。
モデル36(1968年 - 1969年)
184機生産。コンチネンタル社製IO-520(285hp)搭載。モデル 36は、モデル33の胴体を翼桁から前方へ延長するとともに後部隔壁をさらに後方へと移動することでフル6席となり、胴体後部右側に観音開きドアを設け、居住性と実用性が飛躍的に向上した。
モデルA36前期型(1970年 - 1984年)
主翼端部形状変更、胴体後部(Tail Cone)形状変更。モデル 36は当初の目的が多用途貨物機であったため簡素な仕様で登場したが、顧客がビーチクラフト機に求めていたのは豪華さであり、ビーチ社の開発意図とは裏腹に、市場からはリムジンのようなキャビン容量と雰囲気が評価された。それに答えるようにモデルA36は年々豪華になっていき、コンパートメント風の向かい合わせリアシート配置（Club Sheeting）やマホガニー製の折りたたみ式テーブル(Exective Writing Table)など、上級機種キングエアのような豪華さとイメージで、またたく間にボナンザシリーズのフラッグシップとなった。
モデルA36後期型(1984年 - 2005年)
エンジンをコンチネンタル社製IO-550-B(300hp)に強化。エルロン前方の主翼前縁にヴォルテックス・ジェネレーター（渦生成目的の羽根状突起）を装備し、極低速域でのエルロン操舵性を向上させた。気圧連動式の混合気自動調整を廃止し、ピストン、コンロッドなど回転部品のバランス取りを施した特別仕様のコンチネンタルIO-550-B エンジン（スペシャルエディションと称する）を標準装備する。
スローオーバー操縦桿を廃止し、一般的な複式操縦系統となった。エンジン操作レバー類はプッシュプル式からクオドラントレバー式に改め、散在していた各種スイッチ類も機長席前面のスイッチパネルに集中し、操作性が向上、脚操作レバーとフラップ操作レバー位置を一般的な配置に変更、従来よりボナンザシリーズの特徴及び注意点とされていたものを一般的なレイアウトに変更した。エンジン計器にはレシプロ機としては初めてタービン機スタイルの小径計器が採用され、後に他社製レシプロ機にも影響を与えた。これらによって、アビオニクスのパネル面積が増加し、IFR訓練機としてより適した計器レイアウトが可能となった。
2000年からは、アビオニクスにGPS/NAV/COMの複合システムであるガーミン社製GNS500/400シリーズを搭載、キング社製KFC225オートパイロット、オプション装備のStorm Scorp/Shadin Fuel Manegiment/Terrain Alertなどによって、より複合的で高度なフライトマネジメントを可能にしている。'Most IFR capable Bonanza'とは当時のカタログの弁。
カタログ上の選択モデルとして、高級乗用車メーカーのジャガー社とのコラボレーションモデル（Jaguar Edition、特別ペイントスキーム、ジャガー・XJシリーズを模した本革シート、アームレスト、内装トリム類)が少数存在する。
モデルG36(2005年)
現在生産中。アビオニクスに複合的グラスコックピットであるガーミン社製G1000システムを搭載。2007年モデルイヤー半ばから内装トリム(Side Wall)のデザインを変更。ボナンザ誕生60周年を記念した特別仕様(60th Anni Model、外装：特別記念ペイント、内装：2トーン特別仕様シート、本革ヨーク)が少数存在する。
ターボ過給モデル（ターボ・ボナンザ）
モデルA36TC(1979年 - 1980年)
271機生産 コンチネンタル社製TSIO-520(300hp/2700rpm/MAP36")搭載。大径シングルターボ、インタークーラーなし。カウルフラップなし。
モデルB36TC(1981年 - 2002年)
394機生産 主翼スパンを延長し、高高度性能を向上させた。1984年、一般的な複式操縦系統に改められ、2000年からガーミン社製GNS500/400シリーズ、キング社製KFC225を搭載した。

### モデル33 アクロバット・ボナンザ
ボナンザは機体強度が高いことから各国で訓練機に用いられてきたが、さらに機体強度を向上させ、曲技飛行が可能なモデルが開発された。ビーチ社の既存の大型機種の部品（クイーンエアのエルロンリブ、トラベルエアの翼桁など）を流用し、垂直尾翼の外板増厚、胴体部分のストリンガ追加、方向舵操舵索の強化などが施された結果　荷重プラス6G マイナス3Gまでの曲技飛行（重量制限＋前席2名操縦の制約あり）が可能となった。専用の燃料ポンプ、ショルダーハーネス、Gメータを特別装備する。外観上は脱出に備えたクイック・リリース式のドアで容易に判別できる。
モデルE33B(1968年)
E33の曲技飛行バージョン、標準エンジン型。 IO-470-K(225hp)装備。
モデルE33C(1968年)
25機生産。E33の曲技飛行バージョン、高出力エンジン型。IO-520-B(285hp)装備。当時のカタログ価格は$38,250
モデルF33C(1970年)
154機生産。F33Aの曲技飛行バージョン、IO-520-BB(285hp)装備。1973年から胴体が19インチ延長され1987年まで生産された。1987年当時のカタログ価格は$184,500
曲技の科目としては、エルロンロール、バレルロール、インサイドループ、インメルマンターン、キューバンエイト、スプリットS、スタークロスなどが承認されている。以下はF33Cの代表的な曲技機動における速度である。

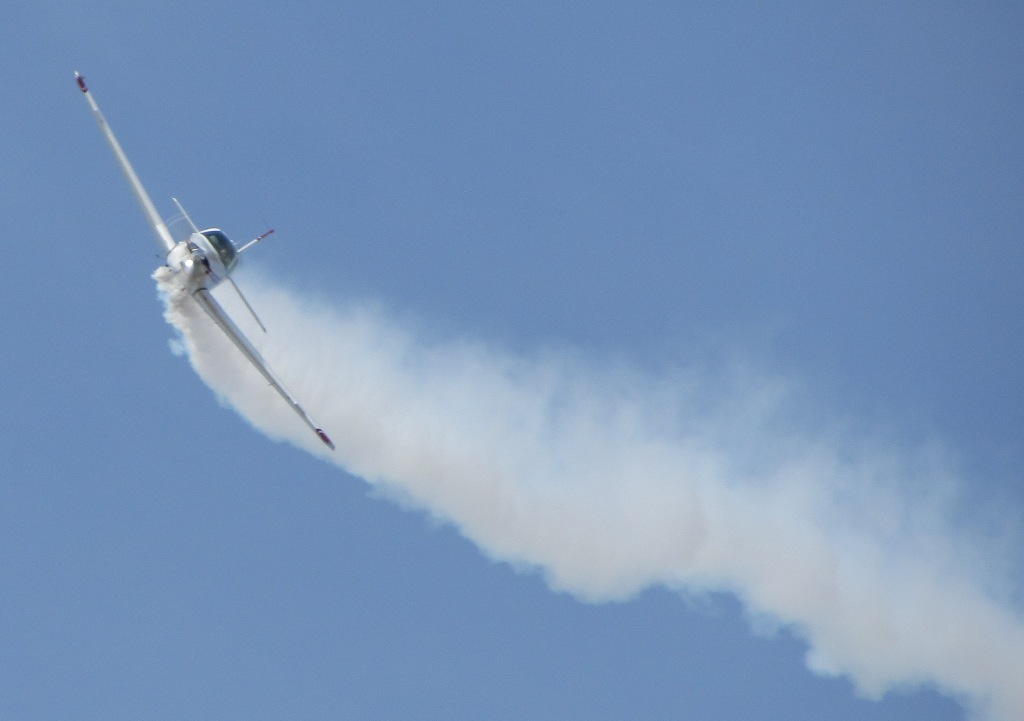
曲技飛行を披露するボナンザF33C

最大開始速度（=Maximum Entry Speed）
シャンデル(Chandelle)　145 Kts
レイジーエイト(Lazy Eight)　145 Kts
急旋回(Steep Turn)　145 Kts
推奨開始速度(=Recommended Entry Speed）
宙返り(Loop)　167 Kts
キューバンエイト(Cuban Eight)　167 Kts
インメルマン(Immelmann)　176 Kts
スローロール(Slow Roll)　141 Kts
バレルロール(Barrel Roll)　132 Kts
シングルスナップロール(Single Snap Roll)　96 Kts
スプリットエス(Split "S")　79 Kts

## 試作機

### モデル38 ライトニング
ターボプロップエンジン単発の試作機。ピストン双発与圧機であったモデル58P プレッシャライズド・バロンの主翼・胴体を流用し、機首にプラット・アンド・ホイットニー・カナダ製PT6A-40エンジンを搭載した単発ターボプロップ機という新しいカテゴリーを見据えた嚆矢であった。当時の市場がターボプロップ単発機に対してそれほど成熟していなかったことに加えて、モデル58Pの胴体を流用したことによる制約、即ちキャビン容量に比して機体価格が比較的高価になることが予想されたので量産されることはなかった。後に登場したターボプロップ単発機であるパイパー社製マリブーメリディアンやSOCATA社製TBM700シリーズが現在も好評であることから、ビーチクラフト社の先見の明が見てとれる。

## 軍用採用国（一部）
ブラジル
ブラジル軍ではA35ボナンザをUC-35として使用した。米軍のUC-35（セスナ サイテーション）とは無関係。
 コートジボワール
コートジボワール空軍は6機のF33を装備していると伝えられるが詳細不明。
 キューバ
キューバ陸軍航空隊は1947年の春から夏にかけて6機の35を購入した。革命前に全機退役したと言われる。
 ハイチ
ハイチ空軍は1機のF33を1975年に購入し、1989年に民間に払い下げられるまで使用していた。
 インドネシア
インドネシア海軍では2機のF33Aを1980年に導入した。なおインドネシア空軍ではT-34を使用している。
 イラン
イランは王制時代にF33AおよびC型を50機弱装備した。戦闘機などと異なり、この種の機体は整備、部品入手等も比較的容易である事から現在でも20機程度の機体が稼動状態にあると見られる。
 イスラエル
ハガナーの航空部門"Sherut Avir"は1948年5月に2機のA35を南アフリカ共和国から購入し、また1機をオランダから購入した。これらはスデ・ドブ基地のテルアビブ飛行隊に2機、ヤブネ基地のガリラヤ飛行隊に1機配備され、独立戦争で使用、うち1機はエジプト軍のスピットファイアにより破壊された。この時期にユダヤ側が入手したボーイングB-17やダグラス DC-3同様、翼下に小型爆弾を搭載できるように改造されていたと言われる。独立戦争後もイスラエル空軍で連絡機として1950年代まで使用された。また現在では20機前後のA36を第135飛行隊で運用している。
 メキシコ
メキシコ空軍、メキシコ海軍は共にF33Cを使用している。またかつて空軍はB45を使用していた。
 スペイン
スペイン空軍は、53機のF33AおよびC型を練習機E.24として使用した。現在は30機程度を使用している。またかつてはT-34AをE.17として使用していた。
 タイ
タイ空軍は1951年から54年の短い期間、少数のM35を連絡機として使用した。またRTAF-2として知られるコピー機の生産も行った。
 ローデシア
末期のローデシアで武装したV35Aの存在が確認されている。
 アメリカ合衆国
アメリカ空軍では1965年、PAVE COIN計画の元に武装したD33の1機(N5847K)を試験した。この機体は後にYAU-22Aとなった。また、1969年から1972年にかけて、通信中継型のQU-22 ペイブイーグルを運用した。

## スペック（モデルB36TC）

V35B

出典：分冊百科「週刊 ワールド・エアクラフト」No.54 2000年 デアゴスティーニ社
- 全長：8.38 m
- 全幅：11.53 m
- 全高：2.62 m
- 翼面積：17.47 m2
- 空虚重量：1,104 kg
- 最大離陸重量：1,746 kg
- エンジン：テレダイン・コンチネンタル TSIO-520-UB 水平6気筒ピストンエンジン(300hp) × 1
- 最大速度：394 km/h（高度22,000 ft）
- 巡航速度：370 km/h（高度25,000 ft）
- 実用上昇限度：7,620 m以上
- 航続距離：2,022 km
- ペイロード：乗客最大5名
- 乗員：1名